# Жеронт
Жеро́нт (фр. Géronte) — в театральных комедиях классицизма действующее лицо, уже само имя которого (др.-греч. γέρων / gérôn, старик) передаёт, что персонажу предназначалось олицетворять в пьесе старость со всеми её недостатками, включающими маразм, или слабоумие, и лёгкость введения в заблуждение со стороны детей или слуг.
Некоторые пьесы, где фигурирует Жеронт:
- «Лжец» (Le Menteur, 1644) французского драматурга Пьера Корнеля, где Жеронт — отец Доранта;
- «Проделки Скапена» (1670) французского комедиографа Жана-Батиста Поклена (Мольера), где Жеронт — отец Леандра и Гиацинты;
- комедия француза Ж. Ф. Реньяра «Игрок» (1696), где Жеронт — отец игрока Эйлера; он соглашается оплатить карточные долги сына, когда тот обещает остепениться[1];
- стихотворная комедия Ж. Ф. Реньяра «Единственный наследник» («Le légataire universel», 1708), где происходит борьба за наследство скупого старика Жеронта, находящегося при последнем издыхании и при этом добивающегося руки юной Изабеллы[1];
- «Ворчун-благодетель» венецианца Гольдони (1770), где Жеронт — дядя и опекун Анжелики в Париже; он пытается выдать её замуж за богача Форваля, не подозревая, что Анжелика любит другого и боится в том признаться. Ж.-Ж. Руссо, узнав себя в персонаже Жеронта, поссорился с Гольдони.[1]